# Ana Pastor García

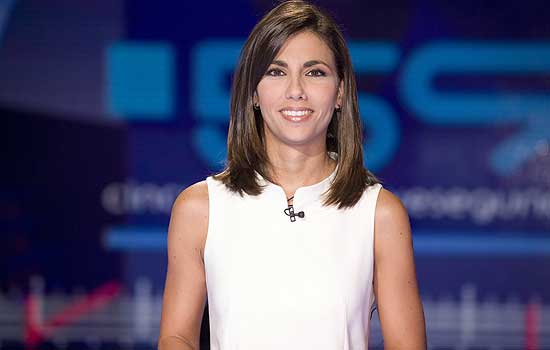
Ana Pastor in het programma 59 segundos

Ana Pastor García (Madrid, 9 december 1977) is een Spaans journaliste, nieuwslezeres en televisieregisseur, werkzaam bij de Spaanse publieke omroep, TVE. Zij presenteert op dit moment (2012) het programma Los desayunos de TVE, een actualiteiten- en discussieprogramma dat elke ochtend op werkdagen uit wordt gezonden. 
Ana Pastor heeft journalistiek gestudeerd aan de universiteit CEU San Pablo in Madrid. Daarna is ze werkzaam geweest als internationaal verslaggeefster bij het radiostation Cadena SER. Sinds september 2006 is ze werkzaam bij RTVE. Tot 2009 presenteerde ze het programma 59 segundos. In dat programma krijgen de gasten een minuut om hun visie op de politiek uiteen te zetten. Sinds september 2009 presenteert ze het actualiteiten- en discussieprogramma Los desayunos de TVE, dat 's ochtends uitgezonden wordt op de zender La 1. Daarnaast werkt ze mee aan meerdere andere televisie- en radioprogramma's. 
Op 15 maart 2011 interviewt ze de Iraanse president Mahmoud Ahmadinejad. Het interview vindt in een gespannen sfeer plaats en veroorzaakt zelfs een polemiek als de hoofddoek van haar hoofd valt, zonder dat ze daar zelf erg in heeft, en ze vervolgens zonder hoofddoek het interview af maakt.
In augustus 2012 wordt ze vervangen aan het hoofd van Los desayunos de TVE, nadat de directie van Televisión Española door de nieuwe regering van Mariano Rajoy vervangen was door personen die de ideologie van diens partij, de PP, een warmer hart toedragen dan de voorgaande directie. Hoewel haar een andere baan bij de zender aan wordt geboden, besluit ze ontslag te nemen. In september van dat jaar wordt bekend dat ze aan is genomen bij de Spaanstalige zender van CNN. 
Het werk van Ana Pastor is bekroond met meerdere journalistieke prijzen, waaronder de prijs voor beste presentatrice van de Academia de Televisión (Premio Iris) in 2012.  
Ana Pastor is getrouwd met Antonio García Ferreras. 